# Alois Bučánek
Alois Bučánek (6. září 1897, Slavičín část Mladotice – 9. května 1945, Terezín) byl český sochař a legionář.

## Život
Alois Bučánek se narodil v Mladoticích, části města Slavičíně v chudé rodině Michala Bučánka. Ještě před válkou se učil v kamenické dílně v Bílovci. V osmnácti letech musel narukovat k rakousko-uherské armádě do kroměřížského 25. zeměbraneckého pěšího pluku a byl poslán na frontu v Haliči. Po bitvě u Zborova se přidal k československým legionářům. Byl přidělen do telefonního oddělení v rámci štábu právě vznikající 1. střelecké divize Husitské.
Další cesta legionářů do vlasti vedla do Vladivostoku. Zde se Bučánek nalodil osmnáctým transportem na americkou loď Sheridan, která 28. února 1920 odplula přes japonskou Osaku, malajský Singapur, jemenský Aden a italský Terst zpět do Československa.
Teprve po válce mohl studovat na sochařské škole v Hořicích (1920–1923) a poté na Akademii výtvarných umění v Praze u profesora Štursy (1923-1926). Po studiích se usadil v Praze. Dařilo se mu získávat veřejné zakázky na portréty veřejných činitelů a pomníků.
V roce 1938 při mobilizaci se hlásil ke svému pluku. Po mobilizaci se vrátil domů a pracoval na kamenném pomníku Mrtvého oráče, jako symbolu pokořeného národa.  Po udání byl Alois Bučánek ve svém domě v noci z 24. na 25. ledna 1945 zatčen gestapem, odvezen na Pankrác k výslechu a odtud 13. února odeslán do Terezína. Na samém konci války přijelo do Terezína okolo 15 tisíc lidí z jiných koncentračních táborů rušených postupující frontou. Ti s sebou přinesli epidemii skvrnitého tyfu. "Po osvobození Terezína mohl se Bučánek vrátit domů, ale zdržel ho tam zájem umělecký. V pavilonu tyfem nemocných zahlédl několik zajímavých typů, které si chtěl nakreslit a vymodelovat. Přitom se nakazil a krátce na to zemřel…“ Zemřel 9. května 1945.

## Dílo

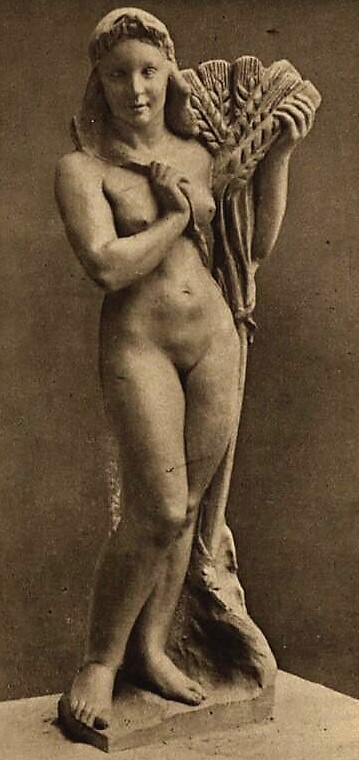
Alois Bučánek: Ječmen (pro Pozemkový úřad Olomouc, 1928)

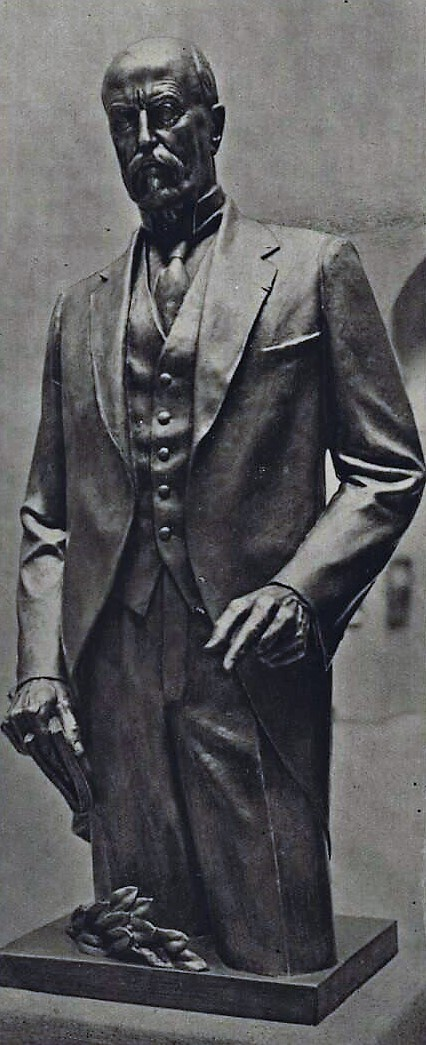
Alois Bučánek: socha TGM (Pestrý týden 1928)

Během studií na akademii se v roce 1926 účastnil srpnové výstavy Sdružení výtvarných umělců moravských (SVUM) v Hodoníně jako jeden z mladých hlásící se do řad sdružení. Záhy se stal členem také Jednoty umělců výtvarných (JUV). V roce 1927 získal zakázku na vybudování pomníku obětem první světové války ve Velkých Opatovicích. Zde je patrný vliv veřejných realizací Antoina Bourdella.
V roce 1927 vymodeloval portrét ministra dr. Milana Hodži, který byl zhotoven k ministrovým padesátinám a který byl ministrovi předán Národní radou československou na slavnostní schůzi.
Na Bučánkových výstavách se hojně objevovaly také další portréty, které postupně vytvořily, spolu s monumentální tvorbou, hlavní část jeho profesní činnosti.
V říjnu 1926 poslal žádost o portrétování prezidenta Masaryka pro pomník v Holešově. Této žádosti nebylo ihned vyhověno pro velké množství umělců majících stejný záměr. Teprve v roce 1928 byla Bučánkovi umožněna tři sezení na přelomu ledna a února na Pražském hradě pro zhotovení busty pro halu v nové budově Masarykovy studentské koleje v Dejvicích.
V roce 1929 se uskutečnila soutěž na pomník prezidenta Masaryka v Hodoníně. Partnerem mu zde byl architekt Vilém Kvasnička z Prahy. Tato rozsáhlá zakázka byla pro Bučánka prestižní záležitostí a stala se jeho nejvýznamnější realizací, která se však ve své úplnosti do dnešní doby nedochovala. Podařilo se zachránit jen sochu prezidenta Masaryka. Celý reliéfní cyklus vzal za své v totalitních režimech, které za nedlouho po jeho slavnostním odhalení následovaly. Pomník zažil do dnešní doby čtyři instalace (1931, 1945, 1968, 1990), tři odstraňování (1940, 1961, 1977) a dvě doplňování reliéfních částí (1950, 2008) a je tak svědkem dramatických proměn 20. století, které zažily i další Bučánkovy veřejné realizace vážící se k české státnosti.
Díky těmto zakázkám si mohl mladý sochař dovolit začít budovat vlastní ateliér v Praze-Braníku podle vlastního návrhu. V jeho projektu počítal s možností realizace rozměrných veřejných zakázek, což zanedlouho využil k vytvoření tří pomníků předsedy vlády Antonína Švehly v Přelouči (1936), Říčanech (1937) a Německém (Havlíčkově) Brodu (1938).
Do dnešní doby se dochoval pouze pomník v Říčanech a je dokladem Bučánkova mistrovského zvládnutí tohoto sochařského oboru
Ještě v posledních letech předválečných (1938) portrétoval Bučánek také prezidenta Dr. Edvarda Beneše, který sochaři také umožnil sezení.

### Zastoupení ve sbírkách
- Národní galerie Praha
- Slovenská národní galerie Bratislava
- Muzeum umění Olomouc
- Moravská galerie Brno
- Krajská galerie výtvarného umění Zlín
- Rabasova galerie Rakovník
- Muzeum Slavičín
- Muzeum hlavního města Prahy
- Moravské muzeum Brno
- Galerie výtvarného umění v Hodoníně
- Galerie středočeského kraje Kutná Hora

## Galerie

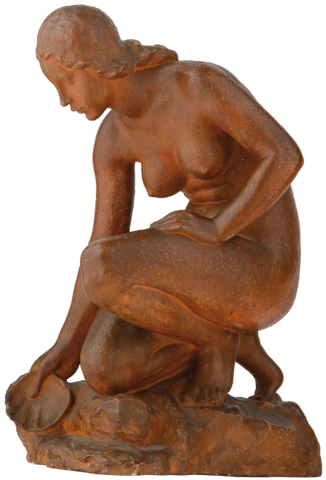
Dívka nabírající vodu
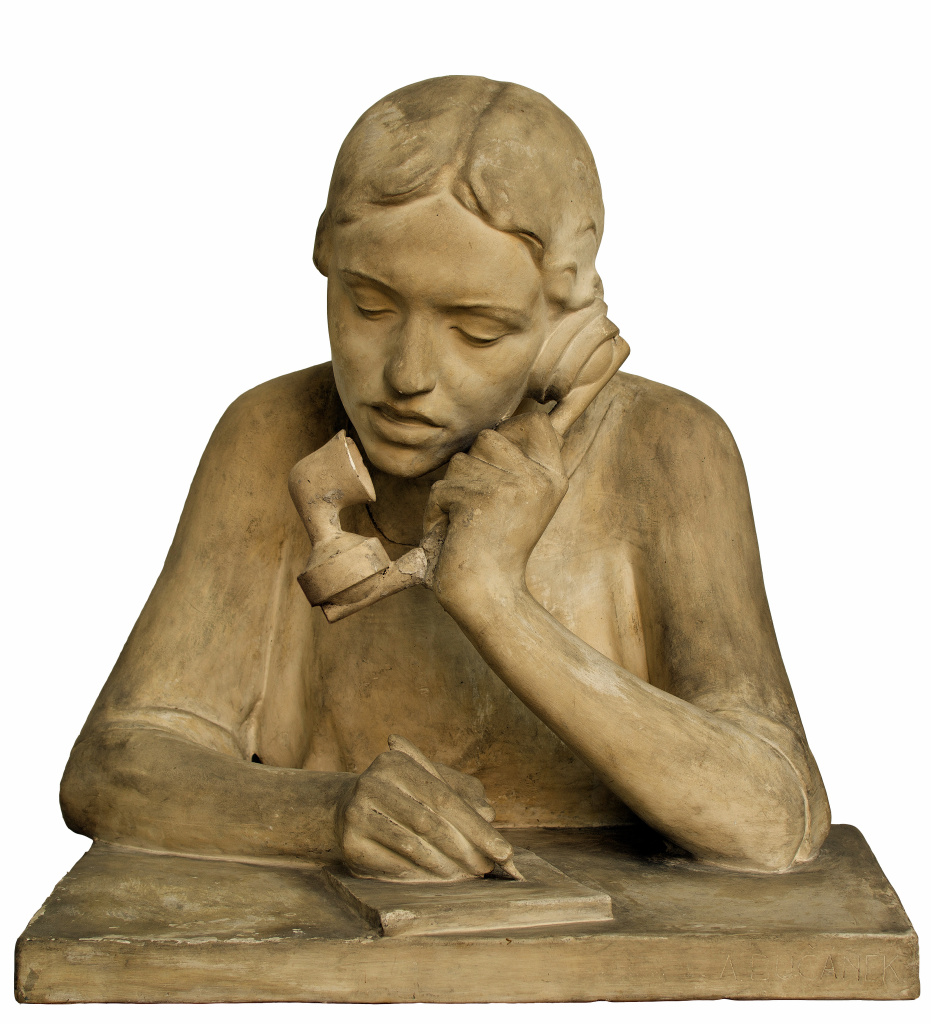
Telefonistka (1926)
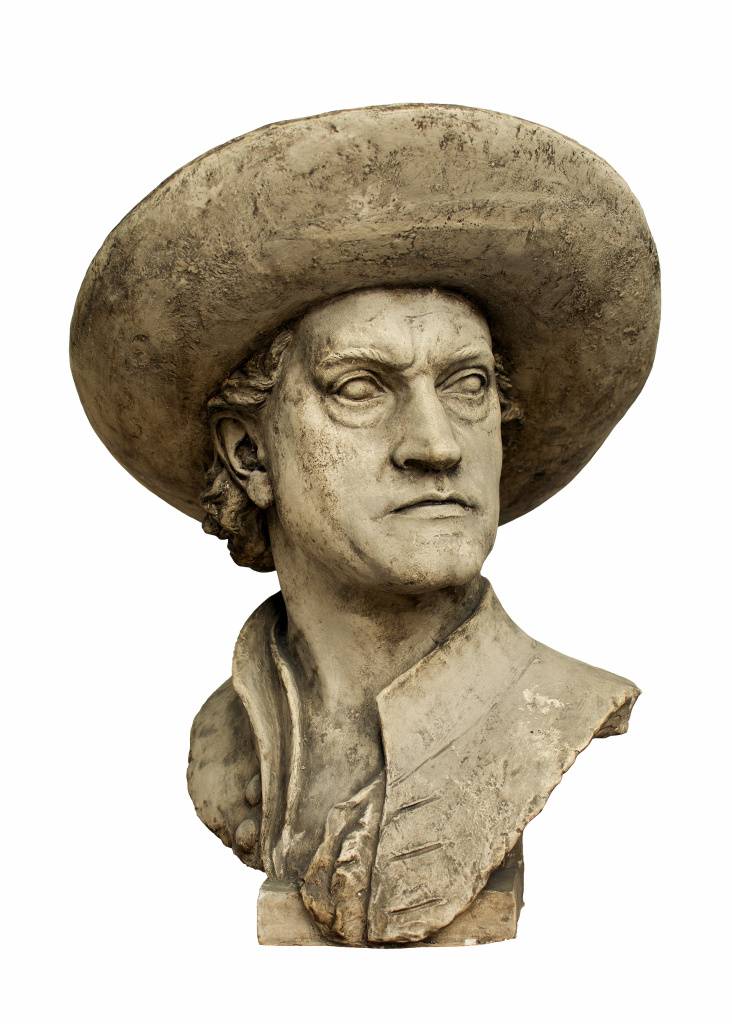
Portrét Bedřicha Karena v roli Koziny (před 1932)